# Neuenfelde (Seehausen)
Neuenfelde war ein Wohnplatz der Stadt Seehausen (Altmark) im Landkreis Stendal in Sachsen-Anhalt.

## Geografie
Die Gutssiedlung Neuenfelde lag knapp 2 Kilometer nordöstlich von Seehausen und 300 Meter nördlich von Nienfelde inmitten der Felder.

## Geschichte

### Entstehung und letzte Nennung
In einem Lehnsbrief aus dem Jahre 1770 wird Neuenfelde erstmals erwähnt. Als Lehen diente eine halbe Hufe im Felde Neuendorff, so zum Gute Neuenfelde bey Seehausen benutzt wird, Johann Rudolph von Barsewisch privative hat und zu dortigen neuen Vorwerke gebrauchet. 1789 hat das Guth Neuenfelde zwei Feuerstellen. 1804 gibt es die adlige Meierei Neuenfelde oder Meierhof mit einem Einlieger. Auf dem Urmesstischblatt von 1843 heißt das Vorwerk Meierhof Alt Nieenfelde. Weitere Nennungen sind 1840 Meierhof, 1864 Meierei, 1871, 1885, 1895 Rittergut Neuenfelde als Wohnplatz von Seehausen. In den Jahren 1905 und 1931 wurde das Tagelöhnerhaus Neuenfelde als Wohnplatz von Seehausen aufgeführt. Die letzte Nennung ist offenbar das Messtischblatt von 1937. Danach wird der Ort auch in den Ortslexikas nicht mehr genannt.

### Einwohnerentwicklung
| Jahr | Einwohner |
| ---- | --------- |
| 1789 | 12        |
| 1798 | 11        |
| 1801 | 06        |
| 1818 | 11        |
| 1840 | 10        |

| Jahr | Einwohner |
| ---- | --------- |
| 1871 | 17        |
| 1885 | 09        |
| 1895 | 07        |
| 1905 | 14        |

Quelle:

## Religion
Die evangelischen Christen aus Neuenfelde gehörten früher zur Kirchengemeinde Klein Beuster und damit zur Pfarrei Klein-Beuster bei Groß-Beuster in der Altmark. 1913 wurden sie nach Seehausen umgepfarrt.